# Союз французьких спортивних товариств
Союз французьких спортивних товариств (USFSA) (фр. Union des Sociétés Françaises de Sports Athlétiques) — колишній французький спортивний керівний орган. Протягом 1890-х та початку 1900-х років він опікувався численними видами спорту у Франції, включаючи легку атлетику, велоспорт, хокей на траві, фехтування, крокет і плавання. Однак він найбіліш відомий як головний керуючий орган футболу і регбі у Франції, поки не був фактично замінений Французькою федерацією футболу і Французькою федерацією регбі, після чого у 1920 році організація припинила своє існування. USFSA відкидала будь-яку форму професіоналізму і була прихильником виключно аматорського спорту.
Крім сприяння зростанню спорту у Франції, USFSA також стала першопрохідцем в області розвитку міжнародного спорту. Серед її засновників були П'єр де Кубертен, засновник сучасних Олімпійських ігор. У 1900 році, разом з Союзом велосипедистів Франції (фр. Union Vélocipédique de France), він був також одним з двох федерацій, які представляли Францію на установчих зборах Союзу Велосипедистів. Потім в 1904 році Робер Герен, секретар футбольного комітету USFSA, був одним з головних ініціаторів заснування ФІФА. Він також став першим президентом тієї організації.

## Історія

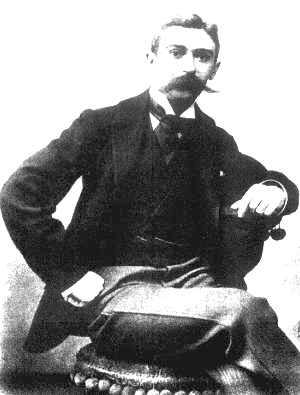
П'єр де Кубертен, засновник сучасних Олімпійських ігор та один із діячів USFSA. У різний час він обіймав посаду президента і генерального секретаря Федерації

29 грудня 1885 року Жорж де Сен-Клер, генеральний секретар регбійного клубу «Расінг Клаб де Франсе» і делегати від клубу «Стад Франсе» створили Sociétés Françaises de Course a Pied. Згодом 1 червня 1888 року П'єр де Кубертен, завдяки підтримці Жуля Сімона і Анрі Дідона, утворили Comité pour la Propagation des Exercises Physiques. Ця група була також відома як Комітет Жуля Сімона.
USFSA була заснована в листопаді 1890 року, коли ці дві групи злилися. Спочатку USFSA була зосереджена в Парижі, але її склад скоро розширився, щоб включити спортивні клуби з усієї Франції.

### Вплив на Олімпійські ігри
У 1891 році, коли USFSA організовував свій перший чемпіонат, Анрі Дідон, в якості почесного президента, оголосив, що девізом організації буде Citius, Altius, Fortius (швидше, вище, сильніше). У 1924 році цей девіз буде прийнятий олімпійським рухом. Олімпійський символ з п'яти взаємопов'язаних кілець також був заснований на логотипі, що використовувався USFSA — команди, що представляли організацію, носили уніформу, засновану на кольорах прапора Франції, яка складалась із білої футболки і двох взаємопоєднаних кілець, одного червоного і одного синього. П'єр де Кубертен також сподівався, що USFSA буде відповідати за організацію Олімпійських ігор 1900 року в Парижі. Однак після того як Кубертен пішов з посади генерального секретаря у квітні 1899 року, стало зрозуміло, що цього не відбудеться

## Регбі
20 березня 1892 року USFSA організувала перший в історії французький чемпіонат з регбі, який складався з однієї гри між клубами «Расінг Клаб де Франсе» і «Стад Франсе». Матч виграла команда «Расінг» з рахунком 4:3 Переможці отримали приз щит Бреннуса (фр. Bouclier de Brennus), який і досі вручається чемпіонам Франції.

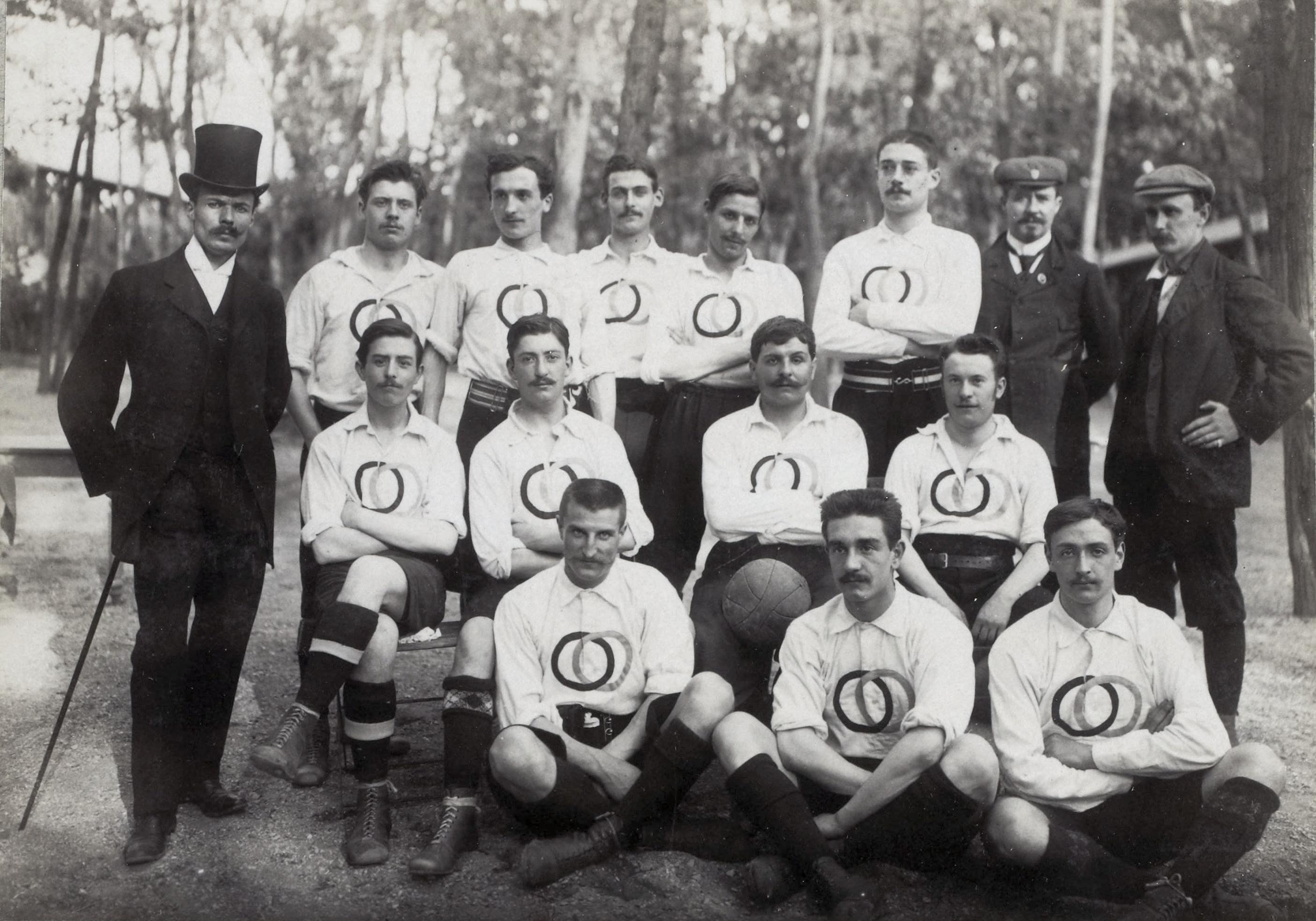
Збірна Франції з футболу на Олімпійських іграх 1900 року. Гравці носять виразний логотип USFSA з двох взаємопов'язаних кілець. Цей дизайн пізніше надихнув на створення олімпійського символа.

## Футбол
У 1894 році USFSA також організувала перший чемпіонат Франції з футболу У дебютному турнірі взяли участь всього шість команд, чотири з яких з Парижу і формат був організований на основі матчів на виліт. Переможцем став столичний клуб «Стандарт» . Поступово географія команд розширювалась і 1899 року «Гавр» став першим клубом з-за меж Парижа, який став чемпіоном Франції.
У 1900 році USFSA XI також представляв Францію на Олімпійських іграх.1 травня 1904 року USFSA також була керівним органом збірної Франції, яка проводила свій перший офіційний матч, зігравши проти Бельгії (3:3) у Брюсселі. В тому ж році Робер Герен, секретар футбольного комітету USFSA, був одним з головних ініціаторів заснування ФІФА. Він також став першим президентом світової футбольної організації.
Однак USFSA не володіла монополією на організацію футбольних турнірів у Франції. Між 1896 і 1907 роками паралельно існувала Fédération des Sociétés Athlétiques Professionnelles de France (FSAPF), яка відстоювала професіоналізм у французькому футболі і також організувала чемпіонат Франції. Крім того у 1905 році ще одна конкуруюча організація Fédération Gymnastique et Sportive des Patronages de France (FGSPF), яку очолили Шарль Сімон і Анрі Делоне та за підтримки католицької церкви, також почали організовувати змагання. У 1906 році Fédération Cycliste et Amateur de France (FCAF) також почала організовувати власний футбольний чемпіонат. У 1907 році FGSPF і FCAF, разом з кількома регіональними організаціями, сформували Comité Français Interfédéral (КФІ), який став організовувати Trophée de France, що став альтернативою до Coupe National, який проводила USFSA .
У 1907 році USFSA покинула ФІФА, після того як ті відмовились визнати Англійську аматорську футбольну асоціацію. ФІФА визнавала тільки професіональну Футбольну асоціацію Англії, після чого USFSA покинула ФІФА. Вони були замінені в якості представника Франції на КФІ. В результаті, USFSA також втратила право формування збірної.
1919 році КФІ було реорганізовано у Французьку футбольну федерацію, цього ж року USFSA повела свій останній розіграш чемпіонату країни.